# La Tosca (film, 1941)
Pour les articles homonymes, voir La Tosca.

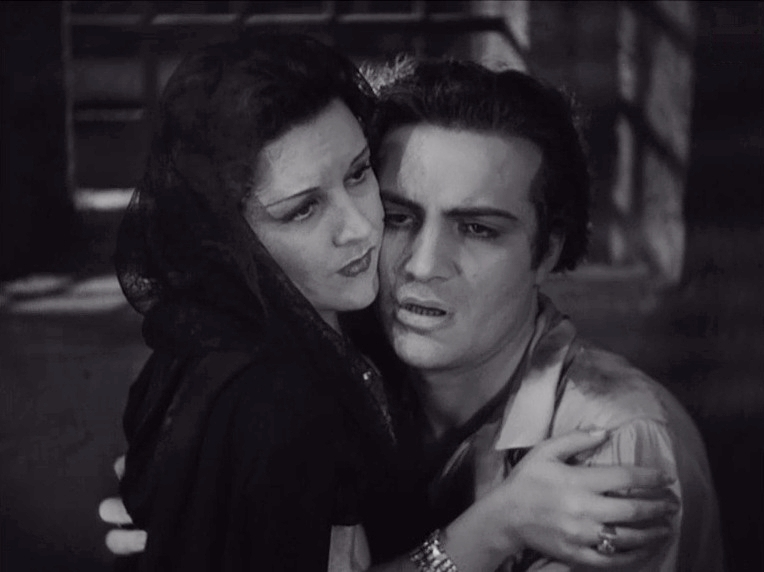
Imperio Argentina et Rossano Brazzi

La Tosca (titre original : Tosca) est un film italien réalisé par Carl Koch et Jean Renoir, sorti en 1941.
Ce film est produit et distribué par Scalera Film, qui confie initialement la réalisation à Jean Renoir.
Celui-ci commence le film, mais est contraint de retourner en France à cause de l'évolution de la guerre. Il confie la réalisation à son assistant Carl Koch, lequel prend à son tour pour assistant Luchino Visconti.

## Synopsis
Tosca et Cavaradossi s'aiment énormément au grand mécontentement du tyran Scarpia, qui désire Tosca. Il fait enfermer Cavaradossi mais ce dernier va se battre pour sa liberté...

## Fiche technique
- Titre original : Tosca
- Réalisateur : Carl Koch et Jean Renoir
- Scénario : Jean Renoir, Carl Koch, Alessandro De Stefani et Luchino Visconti, d'après la pièce de Victorien Sardou
- Photographie : Ubaldo Arata
- Musique : Giacomo Puccini
- Son : Piero Cavazzuti
- Décors : Gustavo Abel et Amleto Bonetti
- Costumes : Gino Sensani et Domenico Gaido
- Montage : Gino Bretone
- Cadre : Sergio Pesce
- Assistants réalisateur : Luchino Visconti et Lotte Reiniger
- Production : Scalera Film
- Pays d'origine :  Royaume d'Italie
- Durée : 105 minutes
- Date de sortie :
  -  Royaume d'Italie : 27 janvier 1941
  -  France : 30 septembre 1942

## Distribution
- Imperio Argentina : Floria Tosca
- Rossano Brazzi : Mario Cavaradossi
- Michel Simon : le baron Scarpia
- Adriano Rimoldi : Angelotti
- Carla Candiani : la marquise Attavanti
- Nicolás Díaz Perchicot : Sciarrone
- Juan Calvo : Spoletta
- Armando Petroni : Cecco
- Olga Vittoria Gentilli : la reine de Naples
- Nicola Maldacea : le peintre de la cour
- Claudio Ermelli : Paisiello
- Massimo Girotti : Angeloti
- Pina Piovani : Angela
- Liana Del Balzo : la dame de compagnie de la marquise Attavanti
- Renato Gabrielli : le garçon de l'église
- Memmo Carotenuto : le coiffeur de la reine
- Enzo Musumeci Greco : l'officier de la reine
- Saro Urzì

## Autour du film
- Les cinq premières scènes furent tournées par Jean Renoir, lorsque le tournage du film fut interrompu en 1940.